# Universidad al-Mustansiriya
La Universidad al-Mustansiriya  (en árabe: المدرسة المستنصرية) es una universidad pública de Bagdad, capital de Irak. 
La universidad original fue fundada en 1227 por el califa abásida Al-Mustansir en un edificio que se levanta en la orilla izquierda del río Tigris. La universidad fue refundada en 1963 con el apoyo financiero de la Unión de profesores de la República de Irak. En 1966 se convirtió en una facultad de la Universidad de Bagdad hasta 1968 cuando adquirió el estatus de universidad independiente.
El 16 de enero de 2007 la universidad sufrió un atentado terrorista en el que murieron 70 personas y 169 fueron heridas.